# Емшанов, Никита Владимирович
Ники́та Влади́мирович Емша́нов (17 августа 1983, Ленинград, СССР — 17 августа 2011, Москва, Россия) — российский актёр театра и кино.

## Биография
Родился 17 августа 1983 года в Ленинграде.
Окончил школу № 248 с углублённым изучением английского языка.
Приехав в Москву, поступил сразу в два театральных вуза, выбрал ГИТИС.
Окончил РАТИ-ГИТИС (мастерская Л. Е. Хейфеца) в 2004 году. Ещё студентом начал сотрудничать с театром «Центр драматургии и режиссуры» Алексея Казанцева и Михаила Рощина, в 2003 году стал автором и исполнителем моноспектакля «Бамбукоповал» (реж. В. Алфёров).
В 2008 году спектакль «Хлам» стал его первым продюсерским проектом. Много играл в спектаклях Театр.doc и театра «Практика».
Сотрудничал с Театром «Школа современной пьесы». Первая роль в кино — матрос Дерюгин в фильме «72 метра». Известность актёру принесла главная роль в картине режиссёра Павла Руминова «Мёртвые дочери» (2007 г.). Последняя роль — в фильме «Легенда № 17».
За роль в фильме «Второе дыхание» награждён медалью «За укрепление боевого содружества».
Женат не был.

### Гибель в автокатастрофе
Погиб в автокатастрофе в свой 28-й день рождения 17 августа 2011 года в Москве на Садовом кольце.
Приблизительно в 6:30 утра на Садовой-Самотёчной Емшанов на автомобиле Mercedes E-класса на большой скорости врезался в идущий по той же полосе автомобиль Nissan Tiida, из-за чего тот въехал в бордюр, а Mercedes с Емшановым выбросило на встречную полосу, где в него врезался автомобиль Hyundai Santa Fe. От удара Mercedes отлетел, врезался в столб и загорелся. Вместе с Емшановым в машине были его подруга, 24-летняя Екатерина Бирюкова (VJ Vesna на телеканале A-One) и друг Константин Камышанов (режиссёр). Емшанов и Камышанов погибли на месте, Бирюкова скончалась в институте имени Склифосовского. На машине Емшанова были транзитные номера и зимние шины. Водитель Hyundai и его жена, которая была на заднем сидении, остались живы, но погиб их друг.
20 августа 2011 года Емшанов был похоронен на кладбище в Сестрорецке.

## Театральные работы
- 2009 «Жизнь удалась» — Павел Пряжко, режиссёр — М. Угаров, М. Гацалов, роль — Вадим, Бабушка, Водитель, Мама Вадима
- 2009 «Экспонаты», Вячеслав Дурненков, режиссёр — Алексей Жиряков, роль — Клим
- 2006 театр «Практика», «Красная чашка. 108 минут» (реж. Ксения Перетрухина)
- 2006 спектакль «Манагер» (реж. Руслан Маликов)
- 2005 «Школа современной пьесы», спектакль «Люди древнейших профессий» (реж. Михаил Угаров)
- 2004 Центр драматургии и режиссуры п/р А. Казанцева и М. Рощина, спектакль «Трансфер» (реж. Михаил Угаров)
- 2003 моноспектакль «Бамбукоповал» (автор и исполнитель Н. Емшанов, режиссёр В. Алфёров), участник фестиваля «Майские чтения — 2003» в Тольятти
- «Синий слесарь» М. Дурненков, реж — Михаил Угаров, роль — Женя
- «20 минут с ангелом» Вампилов, реж — Алексей Жиряков, роль — Ступак, дипломный ГИТИСа
- «Война молдаван за картонную коробку» Сандрик Родионов, реж — Михаил Угаров, роль — Саня мент, Театр. DOC
- «Хлам», режиссёр Марат Гацалов, роль Филипп, Центр драматургии и режиссуры п/р А. Казанцева и М. Рощина

## Фильмография
- 2013 — Легенда № 17 — хоккеист «Звезды» Алексей
- 2012 — В зоне риска — Пётр Антонович Гаврилов («Цезарь»), бандит
- 2011 — Мама по контракту — Сергей, сожитель Анжелы
- 2011 — Садовник — Жгут
- 2011 — Русская наследница — Пашкин
- 2011 — Грач — мститель
- 2011 — Инкассаторы
- 2011 — Как пройти в библиотеку?
- 2011 — Синдром дракона — Артём
- 2011 — Сердца бумеранг
- 2011 — Морские дьяволы-4
- 2011 — Чужая мать
- 2011 — Земля забвения
- 2011 — Только ты
- 2011 — Парень с Марса — менеджер Гена Зверь
- 2011 — Измена — мужчина
- 2011 — Краткий курс счастливой жизни — Фотограф
- 2010 — Охотники за караванами — лейтенант Слобода
- 2010 — Мама по контракту
- 2010 — Забава — Олег
- 2010 — Бомж — «Пулемёт»
- 2010 — Ангелы
- 2010 — Обратное движение — Юрий
- 2009—2010 — Адвокат
- 2009 — Десантура — Анатолий Лощилин
- 2009 — Чудо — папарацци Олег
- 2009 — След саламандры
- 2009 — Порыв ветра
- 2009 — 220 вольт любви — геолог
- 2009 — Журов — Гена
- 2009 — Я вернусь — Лакшин
- 2009 — Десантура. Никто, кроме нас — Анатолий Лощилин, лейтенант/майор/подполковник
- 2008 — Второе дыхание — рядовой Коньшин
- 2008 — Опасная связь — Павел Сергеевич Семёнов, инструктор Марии по вождению
- 2008 — Частник — Саша
- 2008 — Кружева — бандит
- 2007 — Мороз по коже — Рыба, Ершов (бандит)
- 2007 — Руд и Сэм — Жан
- 2007 — Эксперты — Строгин
- 2007 — На пути к сердцу
- 2007 — Жестокость
- 2007 — Мёртвые дочери — Никита
- 2006 — Тень бойца
- 2006 — Служба 21, или Мыслить надо позитивно — Тимофей, студент
- 2006 — Грозовые ворота — рядовой Коркин
- 2006 — Иное
- 2004 — Штрафбат
- 2004 — 72 метра — матрос Дерюгин
- 2004 — Солдаты — Виктор, бывший друг Маши Шматко
- 2004 — Парни из стали (телесериал) — Дима, сотрудник ФСБ
- 2001 — Агент национальной безопасности-3 — эпизод (серия «Ловушка»)

## Награды
- Медаль «За укрепление боевого содружества» (2008) — за роль в фильме «Второе дыхание» (реж. Михаил Туманишвили).